# Krajowe Centrum Doradztwa Rozwoju Rolnictwa i Obszarów Wiejskich
Krajowe Centrum Doradztwa Rozwoju Rolnictwa i Obszarów Wiejskich – jednostka organizacyjna Ministerstwa Rolnictwa powołana w celu usprawnienia funkcjonowania systemu doradztwa rolniczego, lepszego korzystania ze środków pomocowych Unii Europejskiej oraz skutecznego zarządzania programami w dziedzinie rozwoju rolnictwa i obszarów wiejskich. Krajowe Centrum Doradztwa Rozwoju Rolnictwa i Obszarów Wiejskich funkcjonowało w latach 1999–2004. Pierwszym dyrektorem Krajowego Centrum był Tomasz Skrzyczyński.

## Powołanie
W ustawie z 1998 r. przyjęto przepisy wprowadzające ustawy reformujące administrację publiczną i udzielono ministrom delegację pozwalającą na dostosowania funkcjonowania jednostek organizacyjnych do nowych regulacji.
Zgodnie z otrzymaną delegacją Minister Rolnictwa i Gospodarki Żywnościowej zarządzeniem z 1998 r. powołał Krajowe Centrum Doradztwa Rozwoju Rolnictwa i Obszarów Wiejskich z siedzibą w Brwinowie. Krajowe Centrum powstało z następujących jednostek:
- Centrum Doradztwa i Edukacji w Rolnictwie w Poznaniu i jego oddziału w Krakowie,
- Krajowego Centrum Oświaty Rolniczej w Brwinowie;
- ośrodków doradztwa rolniczego w Barzkowicach, we Wrocławiu, w Przysieku, w Starym Polu, w Poświętnym i w Radomiu.

## Struktura organizacyjna
Struktura organizacyjna Krajowego Centrum przedstawiała się następująco:
- Krajowe Centrum Doradztwa Rozwoju Rolnictwa i Obszarów Wiejskich z siedzibą w Brwinowie (siedziba dyrekcji),
- Oddziały Krajowego Centrum Doradztwa Rozwoju Rolnictwa i Obszarów Wiejskich w Krakowie i w Poznaniu,
- Regionalne Centra Doradztwa Rozwoju Rolnictwa i Obszarów wiejskich w:
- Barzkowice;
- Wrocław;
- Przysiek;
- Stare Pole;
- Poświętne;
- Radom.

## Podstawowe zadania
Do podstawowego zakresu zadań Krajowego Centrum należało:
- zorganizowanie trwałego systemu podnoszenia i zdobywania nowych kwalifikacji zawodowych dla rolników i mieszkańców wsi,
- tworzenie krajowego systemu informacji i baz danych dla potrzeb doradztwa rolniczego,
- realizowanie doskonalenia zawodowego kadr doradczych z uwzględnieniem zdobywania specjalizacji zawodowych,
- współudział w przygotowywaniu kadr w zakresie uzyskiwania i wykorzystywania pomocy finansowej dla rolnictwa i obszarów wiejskich z Unii Europejskiej,
- współpraca z partnerami zagranicznymi w zakresie działalności doradczej.

## Finansowanie
Krajowe Centrum i jego dwa oddziały podlegały bezpośrednio ministrowi rolnictwa i finansowane było ze środków budżetowych będących w gestii resortu. Regionalne ośrodki doradztwa rolniczego podporządkowane zostały wojewodom i przez nich były finansowane. Ponadto wojewodowie we własnym zakresie utworzyli nowe struktury organizacyjne.
W znowelizowanym rozporządzeniu z 1999 r. Minister Rolnictwa i Gospodarki Żywnościowej doprecyzował zadania Krajowego Centrum w zakresie:
- przygotowanie i wydawanie materiałów dotyczących możliwości i sposobów korzystania ce środków pomocowych Unii Europejskiej;
- zarządzanie programami w dziedzinie rozwoju rolnictwa i obszarów wiejskich;
- zacieśnienie współpracy z partnerami zagranicznymi w sferze doradztwa rolniczego.

## Powstanie Centrum Doradztwa Rolniczego
Na mocy ustawy z 2004 r. o jednostkach doradztwa rolniczego przekształcono Krajowe Centrum Doradztwa Rozwoju Rolnictwa i Obszarów Wiejskich w Centrum Doradztwa Rolniczego.
W 2005 r. w skład Centrum Doradztwa Rolniczego weszły dwa oddziały – w Krakowie i w Poznaniu. Pozostałe ośrodki stały się wojewódzkimi ośrodkami doradztwa rolniczego.